# ایرلند جنوبی (۱۹۲۱–۱۹۲۲)
ایرلند جنوبی (انگلیسی: Southern Ireland، ایرلندی: Deisceart Éireann) بخش بزرگ‌تر و جنوبی ایرلند بود که در هنگام تقسیم ایرلند توسط قانون ۱۹۲۰ دولت ایرلند ایجاد شد. این سرزمین شامل ۲۶ شهرستان از ۳۲ شهرستان یا حدود پنج‌ششم مساحت جزیره می‌شد، درحالی که شش شهرستان باقی‌مانده ایرلند شمالی را شکل می‌دادند. ایرلند جنوبی شهرستان دانیگول را نیز که بزرگ‌ترین شهرستان اولستر و شمالی‌ترین شهرستان کل جزیره نیز بود، در بر می‌گرفت.